# Dombóvári Értéktár
A Dombóvári Értéktár Értéktár Bizottsága 2015. január 10-én tartotta első ülését, melynek döntése értelmében 55 elem került a helyi kincsek képzeletbeli tárházába. A Hungarikum törvény alapján a települési önkormányzatok települési értéktárakat és települési értéktár bizottságokat hozhatnak létre, feladatuk a településeken fellelhető nemzeti értékek azonosítása, a településeken fellelhető nemzeti értékek adatait tartalmazó gyűjtemények összeállítása, valamint azok megyei értéktárba történő besorolása.

## Értéktár Bizottság
Elnök:
- Müller Ádám a Dombóvári Kulturális Szolgáltató Központ vezetője, muzeológus

Tagok:
- Pintér Szilárd polgármester
- Bán Emma könyvtárvezető
- Erky-Nagy Tibor tipográfus
- Gábor Sándor okleveles cukrászmester
- Harangozó Éva helytörténész
- Pappné Farkas Gabriella tanár
- Takács Istvánné helytörténész, nyugd. középiskolai tanár
- Wiedmer-Balipap Zsuzsa kulturális szakember

### Korábbi elnökök
- Kriston Vízi József  etnográfus, kultúraközvetítő szakember - (??-)
- Varga Bianka Zsuzsanna régész - (???? - 2015)

## Dombóvár értékei

### A Dombóvári Értéktár elemei
- Agrár-, és élelmiszergazdaság

1. Döry konzervgyár
2. Magyar Rapszódia desszert család

- Egészség és életmód

1. Gunarasi gyógyvíz

- Épített környezet

1. A kálvária és sírkert
2. Dombóvár történeti értékű épületei[2]
3. Sziget-eredei lakótorony

- Kulturális örökség:

A gimnázium seccói; Ambrus Sándor; Bernát János; Bodai József munkássága; Fetter Károly; Gólyavár; Horvay János; Ifjúsági Fúvószenekar; Kapos Kórus; Kaposmenti fehér hímzés; Kossuth-szoborcsoport; Majoros János; Marczell György; Sarkantyu Simon; Sváb gyűjtemény; Szépteremtő Kaláka; Ujváry Lajos; Varga Gábor; Vasúti gyűjtemény; Az eszperantó mozgalom Dombóváron;
- Sport

1. Buzánszky Jenő
2. Rózsa Norbert

- Természeti környezet

1. Madárvárta
2. Természetvédelmi területek
3. Tolna megye madárvilága Bemutatóterem

### Nevezetes épületek Dombóváron
- 1. Dombóvári Nagyboldogasszony Templom; 2. Jézus Szíve Templom; 3. volt Rotheremel-ház; 4. Szent Anna-kápolna; 5. a volt Vörös Csillag Szálloda és Étterem épülete; 6. Dombóvár alsó vasútállomás; 7. Dombóvári Gazdasági Vasút; 8. Dőry kastély; 9. Dőry konzervgyár; 10. evangélikus templom; 11. főszolgabírói lakóépület; 12. herceg Esterházy hengermalom; 13. Illyés Gyula Gimnázium; 14. Ivanich üzlet-ház; 15. József Attila Általános Iskola; 16. Mária-lak; 17. az egykori mozi épülete; 18. református templom; 19. Turi kocsma; 20. Városháza; 21. volt Zrínyi Ilona Általános Iskola; 22. Dombóvári Járásbíróság; 23. az Esterházyak építkezése Dombóváron; 24. talpfatelítő; 25. Apáczai Csere János Szakközépiskola és Kollégium;

### Dombóváron található emléktáblák

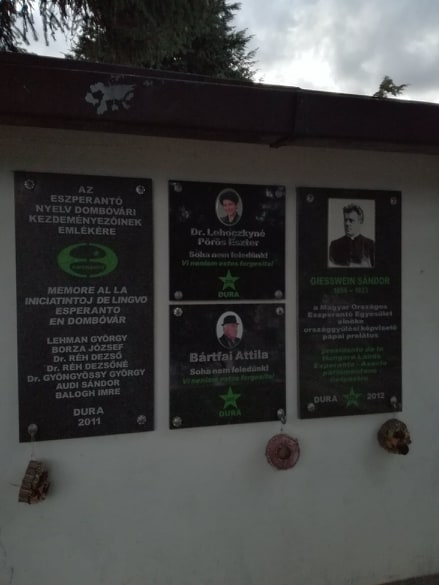
A dombóvári Eszperantó Pantheon - egyházi temető

### Dombóvárról szóló könyvek

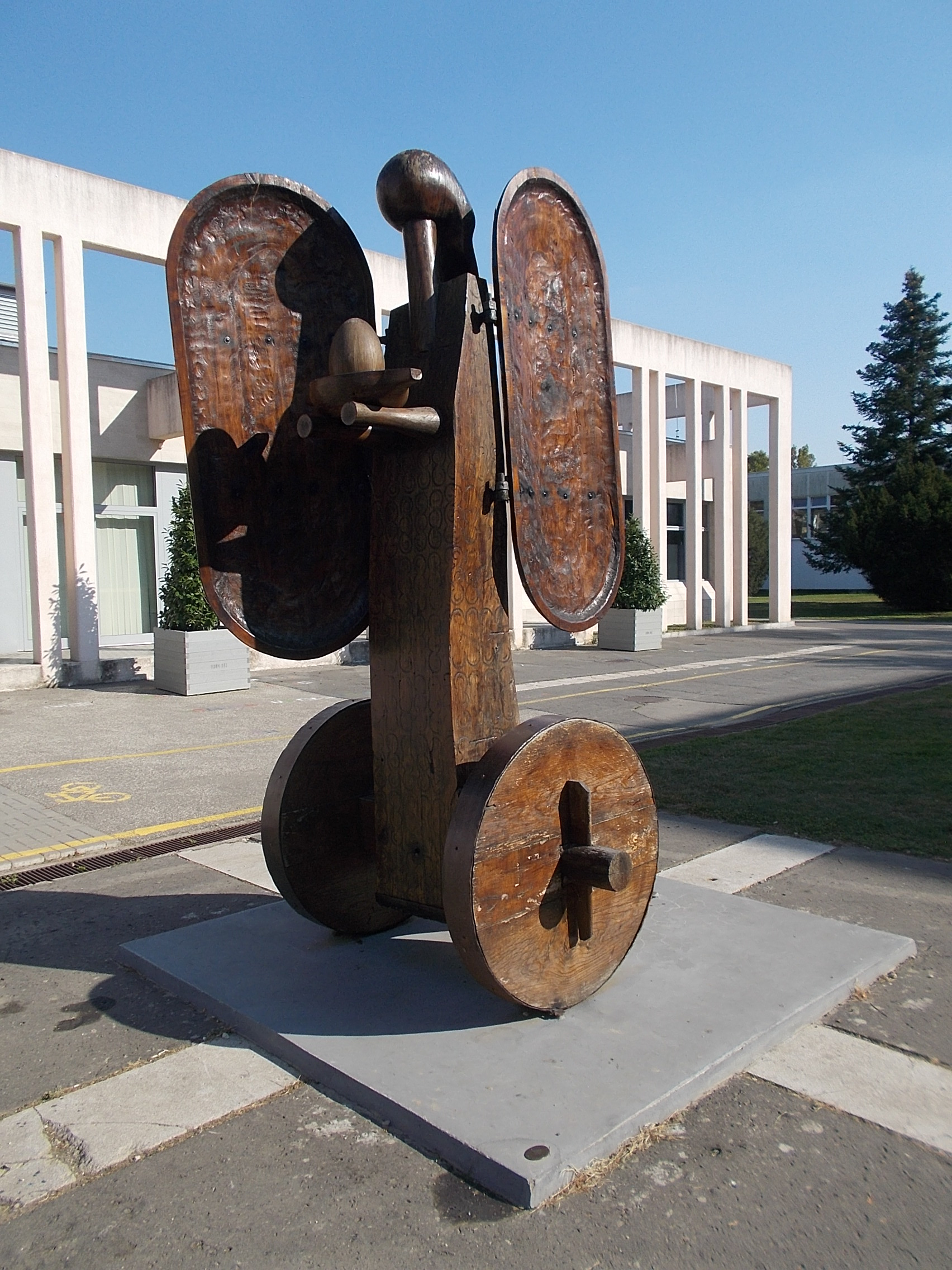
Pogány mitológia -- Tinódi-ház

- 1. 20 éves A Dombóvári Molnár György Általános Iskola 1982-2002;

2. 50 éves a Dombóvári Könyvtár A népkönyvtártól az információs központig 1954-2004; 
3. 50 éves a Dombóvári Művelődési Ház A Koronától a Kht-ig 1954-1992;
4. 100 év Dombóváron;
5. 100 éves a Dombóvári Királyi Katolikus Esterházy Miklós Nádor-Gőgős Ignác -Illyés Gyula Gimnázium; 
6. 100 éves a Zrínyi Ilona Általános Iskola; 
7. 516 Villamosipari Szakképzés Dombóvár; 
8. A dombóvári ÁFÉSZ története 1945-1985; 
9. A Dombóvári Apáczai Csere János Szakközépiskola Jubileumi évkönyve 1927-1987; 
10. A Dombóvári gimnázium seccói; 
11. A Dombóvári Ipartestület története 1890-2010; 
12. Dombóvári tanító képző 
13. A Dombóvári Vasutas Sportegyesület 75 évének története; 
14. A Dombóvári zsidóság története; 
15. A gyökerek nyomában; 
16. A tengelici kastélyparkoktól a Kis-Konda-Patak menti ökológiai folyosóig, 
17. Ahol a pihenés és a gyógyulás élmény Dombóvár és Környéke; 
18. Arcok Dombóvárról; 
19. Az Apáczai Csere János Szakközépiskola Jubileumi Emlékkönyve 2002; 
20. Az élmény Önre vár Dombóvár és Környéke 2009; 
21. Az Újdombóvári iskola története a kezdetektől napjainkig 1920-2005; 
22. Beszélő fejfák Dombóvár keresztény temetőjében nyugvó neves halottak térkép; 
23. Beszélő fejfák Dombóvár köztemetőjében nyugvó neves halottak térkép; 
24. Beszélő fejfák Újdombóvár temetőjében nyugvó neves halottak térkép;  
25. Dombó retró; 
26. Dombóvár 1; 
27. Dombóvár 2; 
28. Dombóvár 3; 
29. Dombóvár 4; 
30. Dombóvár 5; 
31. Dombóvár 100 éve képeslapokon; 
32. Dombóvár anno; 
33. Dombóvár Gyöngyszem három megye határon; 
34. Dombóvár háborús évei visszaemlékezésekben és dokumentumokban; 
35. Dombóvár hivatalos térképe; 
36. Dombóvár madárvilága; 
37. Dombóvár tegnap és tegnapelőtt; 
38. Dombóvár várostérkép; 
39. Dombóvári Egészségkönyv 2008; 
40. Dombóvári kalendárium 1984-1985; 
41. Dombóvári kalendárium 1985-1986; 
42. Dombóvári kalendárium 1987-1988; 
43. Dombóvári kalendárium; 
44. Dombóvári Kulturális Kiskönyv; 
45. Dombóvári Zöld Könyv; 
46. Dombóvári Zöld könyv 2.; 
47. Dombóváriak a nagy háborúban; 
48. És nem verik félre a harangot; 
49. Fejezetek a Dombóvári Fűtőházak történetéből; 
50. Fejezetek a Dombóvári Gazdasági vasutak történetéből; 
51. Fejezetek a Dombóvári tűzoltóság 125 éves történetéből; 
52. Felsőleperd: Az Esterházy-uradalom egyik pusztája; 
53. Feltáratlan Földrajzi értékek nyomában; 
54. Föld felett-alatt;  
55. Fürdőélet Dombóváron; 
56. Hátrahagyott jelek...; 
57. Parlando A dombóvári ének-zenei általános iskola története 1958-2000; 
58. Szeretettel vár Dombóvár; 
59. Városunk Dombóvár a kezdetektől napjainkig;
60. Dombóvári Olvasókönyv I-III.